# Tilden (Illinois)
Tilden ist ein Village im Randolph County im Süden des US-amerikanischen Bundesstaates Illinois unweit des Mississippi River. Das U.S. Census Bureau hat bei der Volkszählung 2020 eine Einwohnerzahl von 750 ermittelt.

## Geografie
Tilden liegt auf 38°12'45" nördlicher Breite und 89°41'00" westlicher Länge. Die Stadt erstreckt sich über eine Fläche von 2,5 km², die fast ausschließlich aus Landfläche besteht. Tilden liegt 41 km östlich des Mississippi River, der die Grenze nach Missouri bildet.
Durch Tilden führt die Illinois State Route 13, die westlich des Ortes mit der Illinois State Route 13 zusammentrifft.
Nach St. Louis sind es in nordwestlicher Richtung 78 km. Illinois’ Hauptstadt Springfield liegt 193 km im Norden. Nach Cairo, wo am Schnittpunkt der Bundesstaaten Illinois, Missouri und Kentucky der Ohio River in den Mississippi River mündet, sind es in südlicher Richtung 164 km.

## Demografische Daten
Bei der Volkszählung im Jahr 2000 wurde eine Einwohnerzahl von 922 Personen ermittelt. Die Bevölkerungsdichte betrug 367,0 Personen pro km². Es gab 394 Wohneinheiten, durchschnittlich 156,8 pro km². Die Bevölkerung Tildens bestand zu 99,13 % aus Weißen, 0 % Schwarzen oder African American, 0,11 % Native American, 0 % Asian, 0 % Pacific Islander, 0 % gaben an, anderen Rassen anzugehören und 0,76 % nannten zwei oder mehr Rassen. 1,52 % der Bevölkerung erklärten, Hispanos oder Latinos jeglicher Rasse zu sein.
Die Bewohner Tildens verteilten sich auf 362 Haushalte, von denen in 34,0 % Kinder unter 18 Jahren lebten. 53,3 % der Haushalte stellten Verheiratete, 12,2 % hatten einen weiblichen Haushaltsvorstand ohne Ehemann und 27,3 % bildeten keine Familien. 23,2 % der Haushalte bestanden aus Einzelpersonen und in 11,0 % aller Haushalte lebte jemand im Alter von 65 Jahren oder mehr alleine. Die durchschnittliche Haushaltsgröße betrug 2,55 und die durchschnittliche Familiengröße 2,96 Personen.
Die Bevölkerung verteilte sich auf 25,4 % Minderjährige, 10,8 % 18–24-Jährige, 26,8 % 25–44-Jährige, 22,5 % 45–64-Jährige und 14,5 % im Alter von 65 Jahren oder mehr. Das Durchschnittsalter betrug 36 Jahre. Auf jeweils 100 Frauen entfielen 100,4 Männer. Bei den über 18-Jährigen entfielen auf 100 Frauen 92,7 Männer.
Das mittlere Haushaltseinkommen in Tilden betrug 34.115 US-Dollar und das mittlere Familieneinkommen erreichte die Höhe von 37.500 US-Dollar. Das Durchschnittseinkommen der Männer betrug 28.125 US-Dollar, gegenüber 19.688 US-Dollar bei den Frauen. Das Pro-Kopf-Einkommen belief sich auf 14.738 US-Dollar. 14,7 % der Bevölkerung und 12,4 % der Familien hatten ein Einkommen unterhalb der Armutsgrenze, davon waren 16,3 % der Minderjährigen und 8,7 % der Altersgruppe 65 Jahre und mehr betroffen.
Bei den Vorfahren der meisten Bewohner handelt es sich zumeist um Einwanderer. In dieser Gruppe bilden die Deutschstämmigen mit 34,3 % die Mehrheit. Die anderen Abstammungsgruppen sind:
- Amerikanisch       14,9 %
- Irisch          14,9 %
- andere          14,1 %
- Englisch         7,8 %
- Französisch        2,6 %
- Italienisch        2 %
- Niederländisch      2 %
- Schottisch-irisch     1,9 %
- Polnisch         1,7 %
- andere europäische Länder 1,2 %
- Schottisch        1,2 %
- Walisisch         0,5 %
- arabische Länder     0,5 %
- Tschechisch        0,3 %